# مرکز ملی اطلاعات فضایی
مرکز ملی اطلاعات فضایی (انگلیسی: National Space Intelligence Center) که پیش‌تر با نام "اسپیس دلتا ۱۸" شناخته می‌شد، آژانس اطلاعاتی نیروی فضایی ایالات متحده آمریکا است. ستاد این مرکز در پایگاه نیروی هوایی رایت-پترسون، در ایالت اوهایو قرار دارد و در ۲۴ ژوئن ۲۰۲۲ فعال شده است.
مرکز ملی اطلاعات فضایی یک آژانس عملیاتی میدانی است که مسئول انجام ماموریت‌های فضایی ملی و نظامی و ارزیابی قابلیت‌ها، عملکرد، محدودیت‌ها و آسیب‌پذیری‌های سیستم‌ها و خدمات فضایی و ضد فضایی است. این مرکز همتای نیروی فضایی مرکز ملی اطلاعات زمینی ارتش، دفتر اطلاعات نیروی دریایی و مرکز ملی اطلاعات هوایی و فضایی نیروی هوایی است.